# Domínio Sistemas
A Domínio Sistemas é uma empresa brasileira, com matriz em Criciúma (SC), que desenvolve softwares para a área contábil.
Em agosto de 2010, a Domínio Sistemas alcançou o 42° lugar no ranking das 100 Melhores Empresas para Trabalhar no Brasil, segundo o Instituto Great Place to Work em parceria com a Revista Época[carece de fontes?]. Em julho do mesmo ano, a empresa recebeu, pelo segundo ano consecutivo, o prêmio pelo 11° lugar na pesquisa Melhores Empresas Para Trabalhar – TI & Telecom, da Revista Computerworld. A empresa também está presente — na 83ª posição — no ranking das 200 Pequenas e Médias empresas que mais crescem, de acordo com estudo da revista Exame PME e da consultoria Deloitte no período compreendido entre os anos de 2007 e 2009[carece de fontes?]. Em julho de 2011, pelo terceiro ano consecutivo, a empresa recebeu o prêmio pelo 27º lugar na pesquisa Melhores Empresas Para Trabalhar – TI & Telecom, da Revista Computerworld. No dia 2 de Abril de 2014, a Domínio Sistemas foi comprada pela norte-americana Thomson Reuters .